# Pfarrkirche Wiener Neudorf

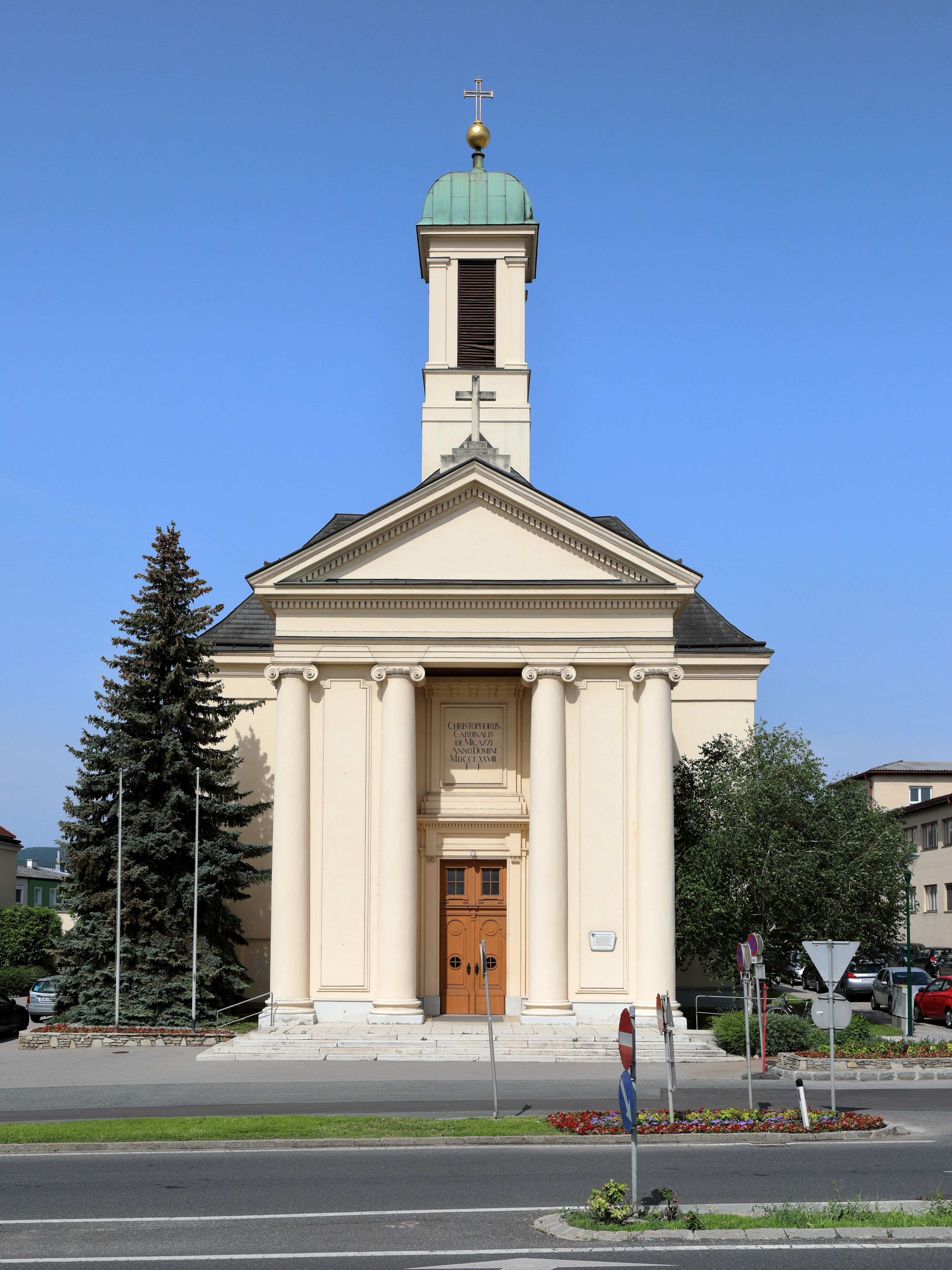
Kath. Pfarrkirche Maria Schnee in Wiener Neudorf

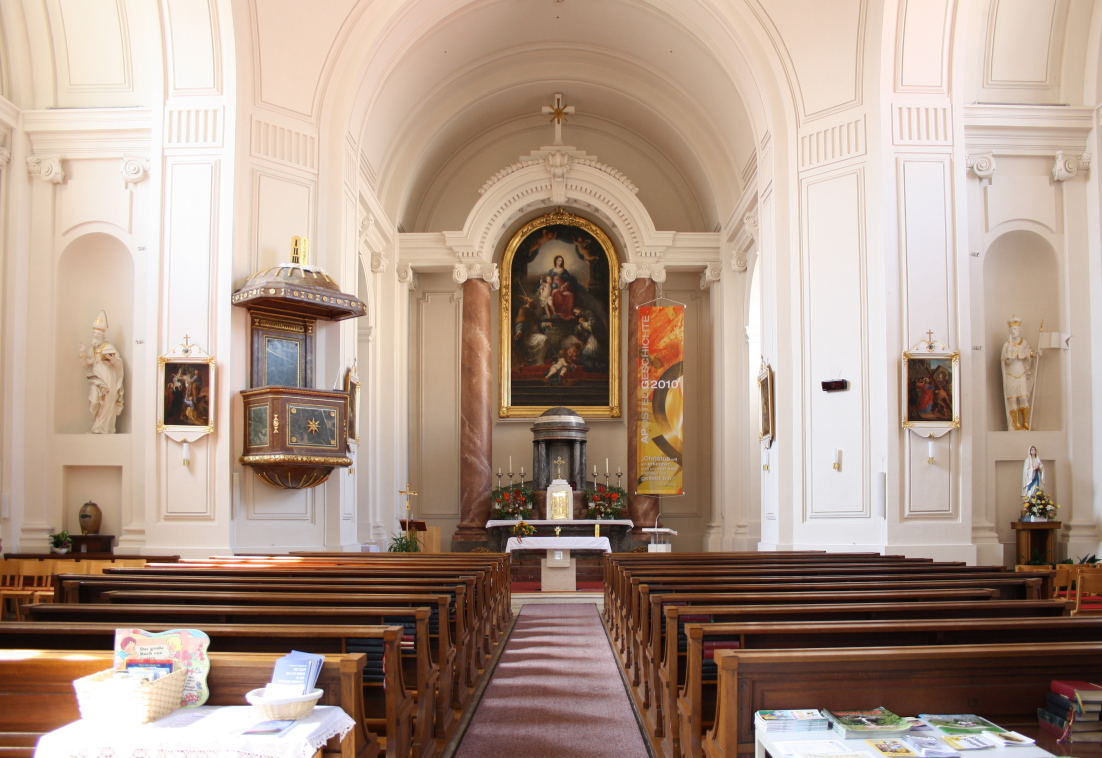
Innenansicht der Pfarrkirche in Wiener Neudorf

Die römisch-katholische Pfarrkirche Wiener Neudorf steht an der Wiener Straße in der Gemeinde Wiener Neudorf im Bezirk Mödling in Niederösterreich. Sie ist dem Fest Maria Schnee geweiht und gehört zum Dekanat Mödling im Vikariat Unter dem Wienerwald der Erzdiözese Wien. Das Bauwerk steht unter Denkmalschutz.

## Geschichte
Der nach Westen gerichtete frühklassizistische Zentralbau an der Wiener Straße wurde ab 1777 nach den Plänen des Architekten Franz Sebastian Rosenstingl oder Isidor Canavale (?) unter der Ausführung des Baumeisters Josef Meissl dem Älteren errichtet, im Jahre 1780 geweiht und im Jahre 1783 zur Pfarrkirche erhoben.

## Kirchenbau
Die Kirche mit einer zentralen quadratischen Vierung und darüber liegenden Hängekuppel ist ein hohes Langhaus mit kurzen Querarmen. Der Turmaufsatz, anstelle eines ursprünglich geplanten Campanile, wurde im Jahre 1871 errichtet, im Jahre 1960 erneuert und mit einer Glockenhaube gedeckt. Die Orgelempore steht auf toskanischen Säulen.

## Ausstattung
Die klassizistische Stuckausstattung und Einrichtung stammen aus der Bauzeit. Das Hochaltarblatt schuf der Wiener akademische Maler Ignaz Unterberger, die zwei in die Architektur eingebundenen Seitenaltäre tragen Bilder von Hubert Mauer aus den Jahren 1780 und 1781. Die Orgel ist von Johann Wiest aus dem Jahre 1787 und wurde 1982 von Helmut Allgäuer restauriert.

## Pfarrhof

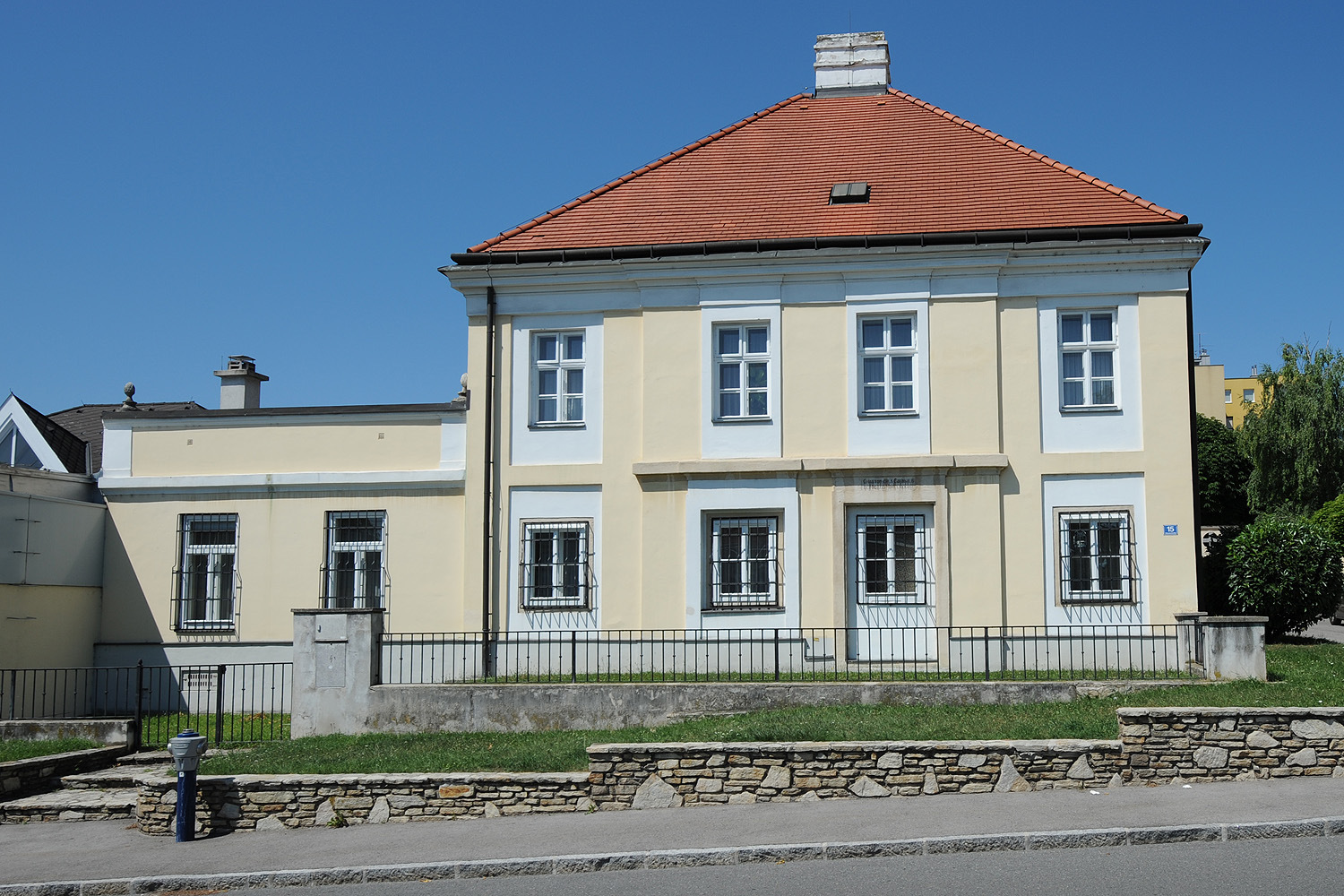
Pfarrhof in Wiener Neudorf

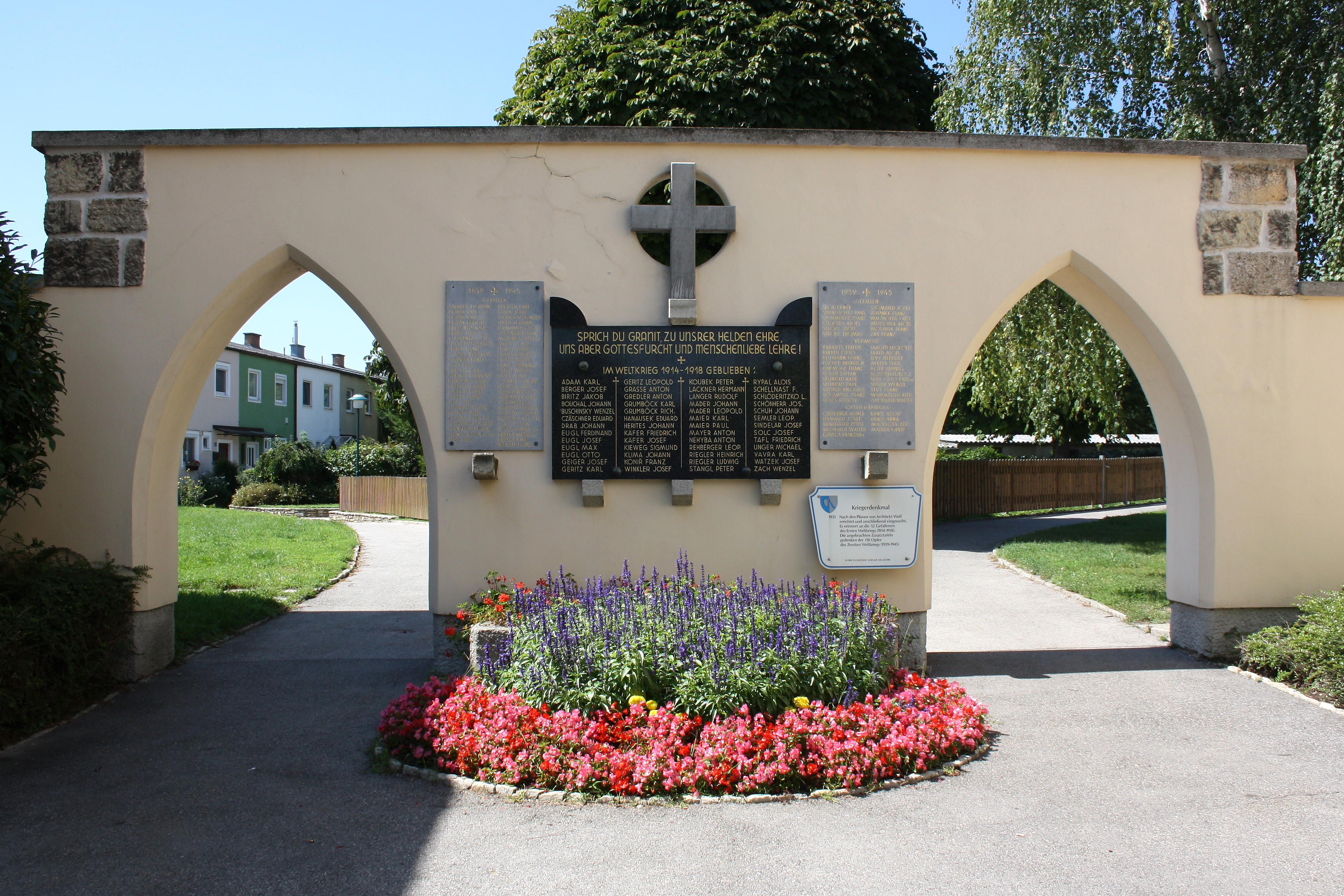
Das Kriegerdenkmal

Der zweigeschoßige kubische Pfarrhof mit leicht vorstehendem Mittelrisalit und Walmdach steht südlich neben der Kirche und trägt die Inschrift Christopherus Cardinalis de Migazzi 1785 FF.

## Kriegerdenkmal
Eine Verbindungsmauer zwischen Kirche und Pfarrhof wurde als Triumphbogen mit zwei Spitzbogendurchfahrten im Jahre 1935 nach Plänen des Architekten Wolf errichtet. Das Kriegerdenkmal wurde später mit Zusatztafeln für die Gefallenen des Zweiten Weltkrieges ergänzt.